# إتاكوروبي
إتاكوروبي (بالبرتغالية: Itacurubi)؛ بلدية في الجزء الغربي من ولاية ريو غراندي دو سول في البرازيل، على بعد 627 كم غرب مدينة بورتو أليغري، شمال شرق مدينة أليجريت. اسم البلدة مشتق من اللغة التوبية. يبلغ عدد السكان 3551 نسمة بحسب تقديرات عام 2015، في حين تصل مساحتها إلى 1120.87 كيلومتر مربع.

## روابط خارجية
- الموقع الرسمي (بالبرتغالية)